# Atlanta Rhythm Section
Atlanta Rhythm Section — американський рок-гурт, утворений 1970 року у місті Атланта, штат Джорджія.

## Склад
До складу гурту ввійшли:
- Дін Даутрі (Dean Daughtry), 8.09.1946, Кінстон, Алабама, США — клавішні;
- Роберт Нікс (Robert Nix) — ударні;
- Джей Ар Кобб (J.R.Cobb), 5.02.1944, Бірмінгем, Алабама, США — гітара,
- Родні Джасто (Rodney Justo) — вокал;
- Беррі Бейлі (Barry Bailey), 12.06.1948, Дікейтер, Джорджія, США — гітара
- Пол Годдард (Paul Goddard), 23.06.1945, Ром, Джорджия, США — бас[1].

## Історія
Засновники Atlanta Rhythm Section Даутрі та Нікс були знайомі ще по супроводжуючому гурту Роя Орбісона The Candymen (саме одна з студійних сесій Орбісона стала імпульсом для створення гурту). Даутрі також був учасником відомого американського гурту Classic IV, у якому дебютував Джей Ар Кобб.
Два перших лонгплея гурту, що були записані 1972 року для фірми «Decca Records» (після запису першого Родні Джасто замінив Ронні Хаммонд (Ronnie Hammond), не викликали зацікавленості у слухачів і 1974 року гурт уклав угоду з фірмою «Polydor». Записаний для нової фірми альбом «Third Annual Pipe Dream» ледве потрапив на сімдесят четверте місце. Проте двом наступним поталанило ще менше.
Переломним у кар'єрі гурту виявився 1977 рік, коли їх сингл «So In To You» та альбом «A Rock & Roll Alternative» опинились у першій десятці американського чарту. Успіхом також користувався записаний 1979 року лонгплей «Champagne Jam» та твір «Imaginary Lover». Після їх видання Нікса замінив Рой Йєджер (Roy Yeager), 4.02.1946, Грінвуд, Міссіссіппі, США. Останнім записаним для «Polydor» хітом гурту став твір «Spooky» (1979), який був давно написаний Коббом та Даутрі ще для формації Classic IV.
1981 року гурт змінив «Polydor» на «Columbia», наступний альбом «Qoinella» та сингл «Alien», потрапили до американського Тор 30.

## Дискографія
- 1972: The Atlanta Rhythm Section
- 1973: Back Up Against The Wall
- 1974: Third Annual Pipe Dream
- 1975: Dog Days
- 1976: Red Tape
- 1977: A Rock & Roll Alternative
- 1978: Champagne Jam
- 1979: Underdog
- 1980: Are You Ready!
- 1980: The Boys From Doraville
- 1981: Ouinella
- 1982: The Best Of The Atlanta Rhythm Section
- 1989: Truth in a Structured Form
- 1996: Atlanta Rhythm Section '96
- 1997: Partly Plugged
- 1999: Eufaula
- 2000: Live at The Savoy, New York October 27, 1981